# 皇室 (雑誌)
『皇室』（こうしつ、Our Imperial Family）は、日本の季刊雑誌。日本で唯一、皇室のみを扱う専門グラフ誌。扶桑社が発行。
皇族の動静や皇室文化についての記事などを掲載している。
1998年（平成10年）の創刊号は、タイトルが「わたしたちの皇室」であった。その後、外国人向けに英語での目次をつけ、2002年（平成14年）春号以降はタイトルも現在の『皇室 Our Imperial Family』となり、扶桑社ムックの扱いとなった。
扶桑社以外には、株式会社ベストオンアースによって販売されている。